# Yorkshire a Humber
Yorkshire a Humber je jeden z 9 regionů, nejvyšších správních celků Anglie. Zahrnuje většinu historického hrabství Yorkshire a severní část Lincolnshire, která byla v letech 1974 až 1996 částí Humberside. Počet obyvatel regionu byl v roce 2006 5 142 400. Nejvyšším bodem regionu je Whernside s výškou 737 metrů nad mořem.

## Velká města
Mezi důležitá města tohoto regionu patří:
- Leeds – 747 939 obyvatel
- Sheffield – 525 800
- Kingston upon Hull – 256 200
- York – 184 900
- Scunthorpe – 72 660
- Grimsby - 87 574

## Doprava
Dálnice M62 je hlavní dopravní tepnou Yorkshire ve směru západ-východ, zatímco M1 prochází ze severu na jih. Důležitá letiště v regionu jsou Letiště Leeds International, Letiště Robina Hooda Sheffield, Letiště Humberside a Letiště Durham Tees Valley. Letiště v Manchesteru je v dosahu pravidelných železničních linek z celého území regionu. Hlavními křižovatkami železniční dopravy jsou Leeds a York, nacházející se na tratích East Coast Main Line a CrossCountryrail. Linka Midland Main Line končí v Sheffieldu. Z Kingstonu je provozována trajektová doprava do Belgie a Rotterdamu.

## Správa
Region Yorkshire a Humber je rozdělen na následující oblasti:
| Mapa                           | Ceremoniální hrabství                            | Hrabství Unitary authority                                               | Distrikty                                             |
| ------------------------------ | ------------------------------------------------ | ------------------------------------------------------------------------ | ----------------------------------------------------- |
|                                | South Yorkshire *                                | South Yorkshire *                                                        | 1. Sheffield, 2. Rotherham, 3. Barnsley, 4. Doncaster |
| West Yorkshire *               | West Yorkshire *                                 | 5. Wakefield, 6. Kirklees, 7. Calderdale, 8. Bradford, 9. Leeds          |                                                       |
| Severní Yorkshire (pouze část) | 10. North Yorkshire †                            | Selby, Harrogate, Craven, Richmondshire, Hambleton, Ryedale, Scarborough |                                                       |
| Severní Yorkshire (pouze část) | 11. York (unitary authority)                     |                                                                          |                                                       |
| East Riding of Yorkshire       | 12. East Riding of Yorkshire (unitary authority) | 12. East Riding of Yorkshire (unitary authority)                         |                                                       |
| East Riding of Yorkshire       | 13. Kingston upon Hull (unitary authority)       |                                                                          |                                                       |
| Lincolnshire (pouze část)      | 14. North Lincolnshire (unitary authority)       | 14. North Lincolnshire (unitary authority)                               |                                                       |
| Lincolnshire (pouze část)      | 15. North East Lincolnshire (unitary authority)  |                                                                          |                                                       |

poznámky: nemetropolitní hrabství = † | metropolitní hrabství = *

## Vzdělání
Na úrovní vysokoškolského vzdělání se v regionu nachází devět škol:
- Yorská univerzita
- York St John University
- Sheffieldská univerzita
- Sheffield Hallam University
- Leedská univerzita
- Leedská metropolitní univerzita
- Kingstonská univerzita
- Bradfordská univerzita
- Huddersfieldská univerzita